# Зам
Зам (рум. Zam) — село у повіті Хунедоара в Румунії. Адміністративний центр комуни Зам.
Село розташоване на відстані 334 км на північний захід від Бухареста, 38 км на захід від Деви, 123 км на південний захід від Клуж-Напоки, 98 км на схід від Тімішоари.

## Населення
За даними перепису населення 2002 року у селі проживали 719 осіб.
Національний склад населення села:
| Національність | Кількість осіб | Відсоток |
| -------------- | -------------- | -------- |
| румуни         | 704            | 97,9%    |
| угорці         | 6              | 0,8%     |

Рідною мовою назвали:
| Мова      | Кількість осіб | Відсоток |
| --------- | -------------- | -------- |
| румунська | 706            | 98,2%    |
| угорська  | 5              | 0,7%     |